# Stín (psychologie)
V analytické psychologii je stín buď nevědomý aspekt osobnosti, který vědomé ego samo o sobě neidentifikuje, nebo celé nevědomí, tedy vše, čeho si člověk není plně vědom. Stručně řečeno, stín je neznámá stránka.
Z jednoho pohledu je stín "zhruba ekvivalentem celého freudovského nevědomí"; a sám Carl Gustav Jung tvrdil, že "výsledkem freudovské metody objasňování je drobné propracování stinné stránky člověka, které nemá obdoby v žádné předchozí době". Na rozdíl od freudovské definice stínu však může jungovský stín zahrnovat vše, co se nachází mimo světlo vědomí, a může být pozitivní i negativní. Protože člověk má tendenci odmítat nebo zůstávat nevědomý o nejméně žádoucích aspektech své osobnosti, je stín vnímán převážně jako negativní. Ve stínu však mohou zůstat skryty i pozitivní aspekty (zejména u lidí s nízkým sebevědomím, úzkostmi a falešnými přesvědčeními). "Každý člověk si nese nějaký stín," napsal Jung, "a čím méně je ztělesněn ve vědomém životě jedince, tím je černější a hustší". Částečně může jít o spojení člověka s primitivnějšími zvířecími instinkty, které jsou v raném dětství vytlačeny vědomou myslí.
Jung uvedl, že stín je neznámá temná stránka osobnosti. Podle Junga je stín tím, že je instinktivní a iracionální, náchylný k psychologické projekci, při níž je vnímaná osobní méněcennost rozpoznána jako vnímaný morální nedostatek u někoho jiného. Jung píše, že pokud tyto projekce zůstanou skryté, "faktor vytvářející projekci (archetyp Stínu) má pak volnou ruku a může realizovat svůj cíl - pokud nějaký má - nebo vyvolat jinou situaci charakteristickou pro jeho moc". Tyto projekce izolují a klamou jedince tím, že působí jako neustále se zhušťující závoj iluze mezi egem a skutečným světem.